# Tantilla supracincta
Tantilla supracincta este o specie de șerpi din genul Tantilla, familia Colubridae, descrisă de Peters 1863. Conform Catalogue of Life specia Tantilla supracincta nu are subspecii cunoscute.